# Рыжков, Евгений Александрович
Евге́ний Алекса́ндрович Рыжко́в (род. 15 мая 1985) — казахстанский пловец, мастер спорта международного класса. Участник Олимпиады — 2004 в Афинах и Олимпиады — 2008 в Пекине.

## Биография
Родился, живёт и тренируется в Темиртау. Тренеры — Евдошенко П. М. и Котов В. Н.
- Многократный победитель и призёр чемпионатов РК;
- Призёр Всемирных юношеских игр (Москва, 2002);
- Победитель I Исламских игр на дистанциях 100, 200 м брассом (Саудовская Аравия, 2005);
- Серебряный призёр I Азиатских игр в закрытом помещении на дистанциях 50, 100, 200 м брассом (Таиланд, 2005);
- Бронзовый призёр чемпионата мира на дистанции 200 м брассом (Китай, 2006);
- Серебряный призёр II Азиатских игр в закрытом помещении в эстафете 4×50 м вольным, 4×100 м комбинированным стилями (Китай, 2007);
- Бронзовый призёр открытого чемпионата России (Санкт-Петербург, 2008);
- Чемпион Азии на дистанции 200 м брассом;
- Бронзовый призёр чемпионата Азии на дистанциях 50, 100 м брассом (Япония, 2009);
- Серебряный призёр II Азиатских игр в закрытом помещении на дистанциях 50, 100 м брассом (Вьетнам, 2009);
- Бронзовый призёр 5-х Всемирных Игр среди военнослужащих 2011 года (Рио-де-Жанейро, Бразилия).

На Олимпиаде 2004 в Афинах не прошёл квалификационный заплыв и был дисквалифицирован.
На Олимпиаде 2008 в плавании брассом на 100 м был 35-м (1:01,83), а на дистанции 200 м — 25-м (2:12,44).

## Лучшие результаты
- плавание на 50 метров брассом — 27,39
- плавание на 100 метров брассом — 01:01,10
- плавание на 200 метров брассом — 02:09,26

## Вне спорта
Окончил Казахскую академию спорта и туризма.